# Чемпіонат Болгарії з футболу 1946
Республіканський чемпіонат Болгарії 1946 — 22-й сезон найвищого рівня футбольних змагань Болгарії. Титул чемпіона вчетверте здобув Левські (Софія).

## 1/8 фіналу
| Команда 1          | Рахунок          | Команда 2                 |
| ------------------ | ---------------- | ------------------------- |
| Родина (Хасково)   | 1:4              | Спартак (Варна)           |
| ТВ 45 (Варна)      | 5:0              | ЮБС-45 (Михайловград)     |
| Левські (Самоков)  | 1:1 дч; 1:1; 1:5 | Хаджи Славчев (Павликени) |
| Бенковські (Видин) | 5:3              | Ботев (Пловдив)           |
| ЛБ 45 (Бургас)     | 2:1 дч           | Кирков-Юнак (Ловеч)       |
| Левські (Софія)    | 7:0              | Ілінден (Петрич)          |
| Славія (Пловдив)   | 0:1              | Славія-45 (Софія)         |
| Локомотив (Русе)   | 0:4              | Локомотив (Софія)         |

## 1/4 фіналу
| Команда 1          | Рахунок | Команда 2                 |
| ------------------ | ------- | ------------------------- |
| Славія-45 (Софія)  | 1:3     | Спартак (Варна)           |
| Бенковські (Видин) | 2:1     | Хаджи Славчев (Павликени) |
| ЛБ 45(Бургас)      | 0:2 дч  | Левські (Софія)           |
| ТВ 45 (Варна)      | 1:2     | Локомотив (Софія)         |

## 1/2 фіналу
| Команда 1          | Заг. | Команда 2         | 1-й матч | 2-й матч |
| ------------------ | ---- | ----------------- | -------- | -------- |
| Бенковські (Видин) | 2:4  | Локомотив (Софія) | 2:2      | 0:2      |
| Левські (Софія)    | 6:0  | Спартак (Варна)   | 3:0      | 3:0      |

## Фінал
| Команда 1         | Заг. | Команда 2         | 1-й матч | 2-й матч |
| ----------------- | ---- | ----------------- | -------- | -------- |
| 6/15 вересня 1946 |      |                   |          |          |
| Левські (Софія)   | 2:0  | Локомотив (Софія) | 1:0      | 1:0      |